# Huspeník
Huspeník (Collema) je rod lišejníků z čeledi huspeníkovité (Collemataceae). Má rosolovitou až kožovitou stélku – velmi neobvyklou ve srovnání s většinou běžných lišejníků – která se označuje termínem „homeomerická“ v protikladu k termínu „heteromerická“ (viz článek lišejník). Zabarven bývá hnědě až černě. Houbové hyfy huspeníku jsou protkány sinicovými fotobionty z rodu Nostoc.
Collema roste hlavně na vápencových skalách, příkladem je vápencový druh huspeník mnohoplodý (C. macrocarpum), výjimkou z tohoto pravidla je například huspeník chabý (C. flaccidum) obrůstající i borku stromů.